# Arsenius Butscher
Arsenius Butscher (Bad Wurzach, 14 agosto 1928 – 11 marzo 2013) è stato un pilota motociclistico tedesco.

## Carriera
Dopo aver iniziato a gareggiare con le motocarrozzette a metà degli Anni Cinquanta, Butscher è stata una presenza costante nelle gare del motomondiale dalla stagione 1958 a quella del 1971. Le sue migliori stagioni sono state le ultime in cui ha gareggiato, il 1969 in cui si è piazzato al sesto posto finale, il 1970 in cui ha ottenuto la sua prima vittoria nel Gran Premio motociclistico del Belgio 1970 ed è giunto al quarto posto generale e il 1971 al termine del quale, dopo aver ottenuto il suo miglior piazzamento in classifica finale con il terzo posto, si è ritirato dalle competizioni.
Nel corso delle partecipazioni iridate ha ottenuto 2 vittorie e 11 piazzamenti sul podio nei singoli gran premi.
È deceduto il 11 marzo 2013 all'età di 84 anni.

## Risultati nel motomondiale
| 1958 | Classe  | Moto |  |   |   |   |    |    |    |  |  |  |  |  |  | Punti | Pos. |
| ---- | ------- | ---- |  | - | - | - | -- | -- | -- |  |  |  |  |  |  | ----- | ---- |
| 1958 | sidecar | BMW  |  | - | - | 6 | NE | NE | NE |  |  |  |  |  |  | 1     | 12º  |

| 1959 | Classe  | Moto |   |  |  |  |  |    |    |    |  |  |  |  |  | Punti | Pos. |
| ---- | ------- | ---- | - |  |  |  |  | -- | -- | -- |  |  |  |  |  | ----- | ---- |
| 1959 | sidecar | BMW  | 8 |  |  |  |  | NE | NE | NE |  |  |  |  |  | 0     |      |

| 1961 | Classe  | Moto |   |   |   |  |   |   |    |    |    |    |    |  |  | Punti | Pos. |
| ---- | ------- | ---- | - | - | - |  | - | - | -- | -- | -- | -- | -- |  |  | ----- | ---- |
| 1961 | sidecar | BMW  | 4 | 5 | 4 |  | 6 | - | NE | NE | NE | NE | NE |  |  | 9     | 6º   |

| 1962 | Classe  | Moto |   |   |  |   |   |   |    |    |    |    |    |  |  | Punti | Pos. |
| ---- | ------- | ---- | - | - |  | - | - | - | -- | -- | -- | -- | -- |  |  | ----- | ---- |
| 1962 | sidecar | BMW  | 4 | - |  | - | - | - | NE | NE | NE | NE | NE |  |  | 3     | 10º  |

| 1963 | Classe  | Moto |  |   |    |     |   |   |    |    |    |    |    |    |  | Punti | Pos. |
| ---- | ------- | ---- |  | - | -- | --- | - | - | -- | -- | -- | -- | -- | -- |  | ----- | ---- |
| 1963 | sidecar | BMW  |  | 4 | AN | Rit | 8 | - | NE | NE | NE | NE | NE | NE |  | 3     | 7º   |

| 1964 | Classe  | Moto |    |   |   |   |   |   |   |    |    |    |    |    |  | Punti | Pos. |
| ---- | ------- | ---- | -- | - | - | - | - | - | - | -- | -- | -- | -- | -- |  | ----- | ---- |
| 1964 | sidecar | BMW  | NE | 7 | 5 | 4 | 7 | 6 | 4 | NE | NE | NE | NE | NE |  | 9     | 6º   |

| 1965 | Classe  | Moto |    |   |   |   |    |   |   |    |    |    |    |   |    | Punti | Pos. |
| ---- | ------- | ---- | -- | - | - | - | -- | - | - | -- | -- | -- | -- | - | -- | ----- | ---- |
| 1965 | sidecar | BMW  | NE | 3 | 3 | - | 10 | 8 | - | NE | NE | NE | NE | 6 | NE | 9     | 5º   |

| 1966 | Classe  | Moto |    |  |  |   |  |    |    |    |    |  |    |    |  | Punti | Pos. |
| ---- | ------- | ---- | -- |  |  | - |  | -- | -- | -- | -- |  | -- | -- |  | ----- | ---- |
| 1966 | sidecar | BMW  | NE |  |  | 8 |  | NE | NE | NE | NE |  | NE | NE |  | 0     |      |

| 1967 | Classe  | Moto |  |   |   |   |   |   |    |    |   |    |   |    |    | Punti | Pos. |
| ---- | ------- | ---- |  | - | - | - | - | - | -- | -- | - | -- | - | -- | -- | ----- | ---- |
| 1967 | sidecar | BMW  |  | - | 6 | 9 | 6 | 8 | NE | NE | - | NE | 5 | NE | NE | 4     | 9º   |

| 1968 | Classe  | Moto |   |    |  |   |   |    |    |   |    |    |  |  |  | Punti | Pos. |
| ---- | ------- | ---- | - | -- |  | - | - | -- | -- | - | -- | -- |  |  |  | ----- | ---- |
| 1968 | sidecar | BMW  | - | NE |  | - | 2 | NE | NE | - | NE | NE |  |  |  | 7     | 7º   |

| 1969 | Classe  | Moto |    |   |   |   |   |   |    |    |   |   |    |    |  | Punti   | Pos. |
| ---- | ------- | ---- | -- | - | - | - | - | - | -- | -- | - | - | -- | -- |  | ------- | ---- |
| 1969 | sidecar | BMW  | NE | 3 | 5 | 4 | 4 | 5 | NE | NE | 4 | - | NE | NE |  | 34 (46) | 6º   |

| 1970 | Classe  | Moto |   |   |    |   |   |   |    |   |   |   |    |    |  | Punti   | Pos. |
| ---- | ------- | ---- | - | - | -- | - | - | - | -- | - | - | - | -- | -- |  | ------- | ---- |
| 1970 | sidecar | BMW  | - | 4 | NE | 7 | 4 | 1 | NE | 3 | 3 | - | NE | NE |  | 51 (55) | 4º   |

| 1971 | Classe  | Moto |   |   |   |   |   |    |   |    |     |   |    |    |  | Punti   | Pos. |
| ---- | ------- | ---- | - | - | - | - | - | -- | - | -- | --- | - | -- | -- |  | ------- | ---- |
| 1971 | sidecar | BMW  | 1 | 2 | 3 | 2 | 6 | NE | 5 | NE | Rit | 4 | NE | NE |  | 57 (68) | 3º   |

| Legenda | 1º posto        | 2º posto            | 3º posto            | A punti      | Senza punti        | Grassetto – Pole position Corsivo – Giro più veloce |
| Legenda | Gara non valida | Non qual./Non part. | Ritirato/Non class. | Squalificato | '-' Dato non disp. | Grassetto – Pole position Corsivo – Giro più veloce |